# منتخب نيوزيلندا لكأس فيد
منتخب نيوزيلندا لكأس فيد (بالإنجليزية: New Zealand Fed Cup team)‏ هو ممثل نيوزيلندا الرسمي في كرة المضرب في كأس فيد.